# Кливлендский филармонический оркестр
Кливлендский филармонический оркестр (англ. Cleveland Philharmonic Orchestra) — американский симфонический оркестр, базирующийся в Кливленде. Основан в 1938 г., первоначально как молодёжный оркестр (при наличии в городе сильного Кливлендского оркестра) по инициативе трёх музыкантов — кларнетиста Альфреда Цетцера, гобоиста Роберта Запника и виолончелиста Ирвинга Кляйна, пригласивших возглавить оркестр профессора Западного резервного университета Карла Гроссмана.

## Музыкальные руководители
- Карл Гроссман (1938—1963)
- Джордж Клив (1964—1965)
- Золтан Рожняи (1965—1968)
- Хосе Серебрьер (1968—1971)
- Роберт Марселлас (1971—1977)
- Джон Росс (1977—1979)
- Уильям Слокам (1981—2007)
- Виктор Лива (с 2007 г.)